# Seleção Azeri de Basquetebol
A Seleção Azeri de Basquetebol é a equipe que representa o Azerbaijão em competições internacionais da modalidade. 